# Euparatettix macrocephalus
Euparatettix macrocephalus is een rechtvleugelig insect uit de familie doornsprinkhanen (Tetrigidae). De wetenschappelijke naam van deze soort is voor het eerst geldig gepubliceerd in 1941 door Günther.